# Q-Boot – Das Quiz
Q-Boot – Das Quiz war eine von David Wilms moderierte Quizshow für Kinder, die immer sonntags auf Super RTL ausgestrahlt wurde. Die Erstausstrahlung fand am 2. September 2001 statt. Produziert wurde die Show von Grundy Light Entertainment. Das Studio stellte ein U-Boot dar.

## Spielablauf
In jeder Sendung nahmen drei Kinder als Kandidaten teil. Diese bekamen von Kapitän Commander David (gespielt von David Wilms) zehn Fragen mit je drei Antwortmöglichkeiten gestellt. Da es eine Quizshow für Minderjährige war, gab es kein Geld, sondern Bücher, Spielzeug und digitale Geräte zu gewinnen. Für jede richtig beantwortete Frage tauchte das U-Boot 1.000 Meter tiefer. Ziel der Sendung war es eine Tiefe von 10.000 Meter zu erreichen. Wurden alle Fragen richtig beantwortet bekamen die Kinder als Hauptgewinn den Super-Schatz. Dieser Super-Schatz war eine dreitägige Reise nach Disneyland Paris für 4 Personen. Die Kandidaten hatten als Hilfe zwei verschiedene Joker. Wussten sie die Antwort nicht, so konnten sie beispielsweise den "Crewjoker" einsetzen. Hierbei wurde das Publikum, welches ausschließlich aus Kindern bestand, nach ihrer Meinung für die richtige Antwort befragt, da die "Crew" aber wie bereits erwähnt aus Kindern bestand, lag der Crewjoker – zumindest bei kniffligen Fragen – oft daneben. Der zweite Joker ist der Glücksjoker. Bei diesem sollten die Kandidaten auf einen Knopf drücken und entsprechend der Farbe wurde eine (rotes Licht) oder zwei (grünes Licht) falsche Antworten entfernt. Zusätzlich konnten die Kandidaten zweimal nach jeweils einer beliebigen Frage ihre bisher erzielten Preise zu sichern. Ein aussteigen während des Spiels wie bei Wer wird Millionär? war nicht möglich.

## Preise
Für jede richtig beantworte Frage, gab es die folgenden Preise bei den jeweiligen Tiefen:
1000m - Bücher
2000m - CD Gutschein
3000m - Spielesammlung
4000m - Zeltausrüstung
5000m - Kickboard
6000m - Fernseher
7000m - Handy
8000m - Spielekonsole
9000m - Computer
10.000m - Reise ins Disneyland Paris
Wenn die Teilnehmer bei einer Frage falsch geantwortet haben, erhielten diese die Preise bis zur zuletzt abgesicherten Tiefe.

## Produktion
Die Sendung wurde von 2001 bis 2003 im Auftrag von Super RTL von Grundy Light Entertainment produziert. 2003 wurde Q-Boot – Das Quiz mit der 54. Folge eingestellt.

## Computerspiel
Am 6. Dezember 2002 erschien das Computerspiel Q-Boot: Das Quiz zur Sendung. Hersteller und Publisher war das US-amerikanische Unternehmen Toy Headquarters. Als Plattform kann der PC mit Windows 95, 98 oder 2000 genutzt werden. Auf einer CD-ROM können verschiedene Quiz-Fragen mithilfe von Kommentaren des "Commanders" David Wilms und Filmszenen der Show beantwortet werden. Zusätzlich ist ein Making-of der Sendung enthalten.